# Luci Furi Fil (cònsol)
Luci Furi Fil (en llatí Lucius Furius Philus) va ser un magistrat romà del segle ii aC. Formava part de la gens Fúria.
Va ser elegit cònsol l'any 136 aC juntament amb Sext Atili Serrà i va rebre el govern d'Hispània Citerior en plena revolta numantina, però va rebutjar entrar en combat. El senat romà li va encarregar de lliurar als numantins a Gai Hostili Mancí, cònsol el 137 aC. Per aquesta missió va escollir com a llegats a Quint Pompeu Aule i Quint Cecili Metel Macedònic, dos dels seus grans enemics perquè es veiessin obligats a donar testimoni de la seva integritat.
Era contemporani de Publi Corneli Escipió Emilià Africà Menor i de Gai Leli Sapiens, i tots tres van ser amants de la literatura grega i amics de molts erudits grecs. Parlava un llatí molt pur. Ciceró el va situar com un dels oradors al seu diàleg La República, on el descriu com "moderatissimus et continentissimus" i una vegada com a mínim li dona erròniament el nom de Publius.